# Torey Thomas
Torey Jamal Thomas (ur. 26 lutego 1985 w White Plains) – amerykański koszykarz, występujący na pozycji rozgrywającego.
25 lipca 2017 podpisał umowę z francuskim ADA Blois Basket 41, występujący w lidze Pro-B. 5 września 2018 dołączył do tunezyjskiego Etoile Sportive Rades.
8 stycznia 2019 został zawodnikiem AZS-u Koszalin.

## Osiągnięcia
Stan na 15 listopada 2019, na podstawie, o ile nie zaznaczono inaczej.
NCAA
- Uczestnik turnieju NCAA (2007)
- Mistrz:
  - sezonu zasadniczego Ligi Patriot (2005, 2007)
  - turnieju Ligi Patriot (2007)
- MVP turnieju Patriot League  (2007)
- Obrońca Roku Patriot League (2007)
- Zaliczony do:
  - I składu:
    - Ligi Patriot (2007)
    - turnieju Ligi Patriot (2007)

  - II składu Ligi Patriot (2006)

Klubowe
- Mistrz II ligi francuskiej Pro-B (2018)[2]
- Wicemistrz:
  - Polski (2011, 2016[6])
  - Cypru (2017)
- Zdobywca:
  - pucharu:
    - Polski (2016)[7]
    - Cypru (2017)

  - Superpucharu Macedonii (2016)
- Finalista Superpucharu Polski (2015)[8]

Indywidualne
(* – nagrody przyznane przez portal eurobasket.com)
- MVP:
  - sezonu regularnego PLK (2011)[9]
  - Superpucharu Macedonii (2016)
  - kolejki EBL (21 – 2018/2019)[10]
- Obrońca roku ligi holenderskiej (2009)*[1]
- Uczestnik meczu gwiazd:
  - PLK (2011)[11]
  - ligi holenderskiej (2010)
- Zaliczony do:
  - I składu PLK (2011)[12]
  - II składu:
    - rosyjskiej ligi PBL (2012)
    - ligi cypryjskiej (2017)*[1]

  - honorable mention II ligi francuskiej Pro-B (2018)*[2]
- Lider:
  - strzelców ligi szwedzkiej (2008 – 25,6)
  - PLK w liczbie asyst (2011)
  - ligi holenderskiej w asystach (2010 – 6,8)
  - w przechwytach ligi:
    - szwedzkiej (2008 – 3,1)
    - holenderskiej (2010)
    - PLK (2011 – 1,88)[13]
    - greckiej (2015)

  - sezonu regularnego TBL w liczbie przechwytów (2016 – 72)[13]